# 헤니히스도르프역
헤니히스도르프 바이 베를린역(Bahnhof Hennigsdorf (b Berlin))은 독일 브란덴부르크주 헤니히스도르프에 있는 크레멘선의 철도역이다. 크레멘선의 열차 운행은 베를린 장벽 건설 이후 이 역을 기점으로 남북으로 분리되어 있으며, 남쪽으로는 베를린 S반의 S25 노선 열차, 북쪽으로는 지역간 열차가 운행한다. 역을 남북으로 관통하는 운행 계통은 존재하지 않는다.

## 역사
1893년 10월 1일에 크레멘선의 중간역으로 개통했다. 1900년대 이후부터 베를린, 헤니히스도르프, 펠텐 사이의 교통량이 증가했다. 1921년부터 1927년까지 테겔역부터 헤니히스도르프역 사이의 철도 노반이 제방 위로 올라갔다. 1927년에는 베를린-펠텐 구간 근교선 교통이 직류 전철화되었고, 1930년부터 S반이 도입되었다. 제2차 세계 대전 이전에는 평시 20분, 출퇴근 시간 10분 배차 간격으로 베를린-펠텐 구간을 운행했다. 그 외의 다른 열차는 운행하지 않았다. 1931년부터 1945년까지는 슈판다우 베스트-헤니히스도르프 지역철도의 종착역이었으며, 베를린 노면전차 120번 노선이 운행했다.
제2차 세계 대전 이후 이 역은 서베를린의 경계선에 인접하게 되었다. 분단 직후에는 S반 운행이 서베를린까지 이어졌다. 1954년에는 헤니히스도르프와 서베를린간 철도 교통의 국경 검문역으로 헤니히스도르프 쥐트(Hennigsdorf Süd)역, 이후 슈톨페 쥐트역이 개설되었다. 열차 정차는 1958년부터 시작되었다. 서베를린을 우회하는 베를린 외곽순환선은 헤니히스도르프역 북쪽에서 크레멘선과 교차했고, 두 노선의 교차점에는 헤니히스도르프 노르트역이 신설되었고 크레멘선과 외곽순환선의 연결선도 건설되었다. 독일국영철도에서는 1951년에 이 역과 빌다우역, 쾨니히스 부스터하우젠역에 당시 기술로 최신형이었던 계전기식 신호소를 도입했다.

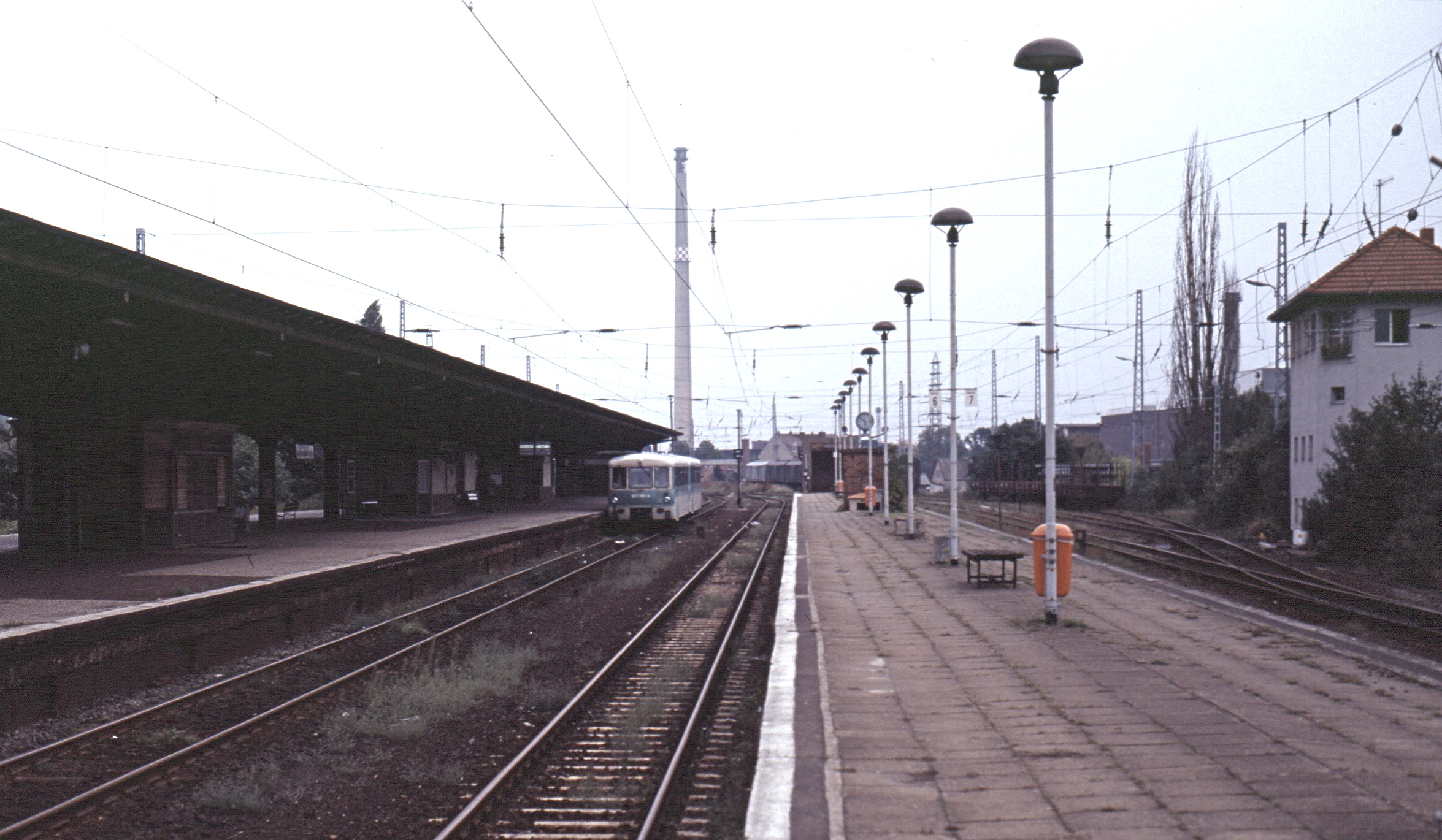
S반 승강장에 정차한 VT 2.09, 1996년

1961년 8월 13일 베를린 장벽 건설로 인하여 서베를린 방면 철도 운행이 중단되었다. 1983년까지는 헤니히스도르프역과 펠텐역 사이를 직류 S반 전동차가 셔틀 운행했고, 그 후에는 디젤 기관차 견인 열차로 대체되었다. 해당 열차는 고정된 배차 간격 없이 1시간에 약 2편씩 운행했다. 1984년에는 헤니히스도르프-펠텐간 본선, 외곽 순환선 연결선이 교류 가공 전차선으로 전철화되었다. 외곽 순환선을 운행하는 열차는 헤니히스도르프역으로 진입하지 않고 헤니히스도르프 노르트역에만 정차했으며, 헤니히스도르프-펠텐간 열차와 접속되었다.
독일의 재통일 이후 1995년부터 헤니히스도르프 노르트역은 폐역되었고, 외곽순환선을 운행하던 열차도 헤니히스도르프역으로 직통하게 되었다. 1994년부터 1995년까지는 485형 열차 일부에 디젤 발전기를 장착하여 오라니엔부르크-헤니히스도르프 구간을 S 19 노선으로 시험 운행했다. 오라니엔부르크-비르켄베르더 구간은 직류 S반, 비르켄베르더-헤니히스도르프 구간은 호엔 노이엔도르프 베스트역을 경유하여 디젤로 운행했다. 베를린 테겔역-헤니히스도르프역 구간의 S반 운행은 1998년 12월 15일에 복구되었다.

## 시설

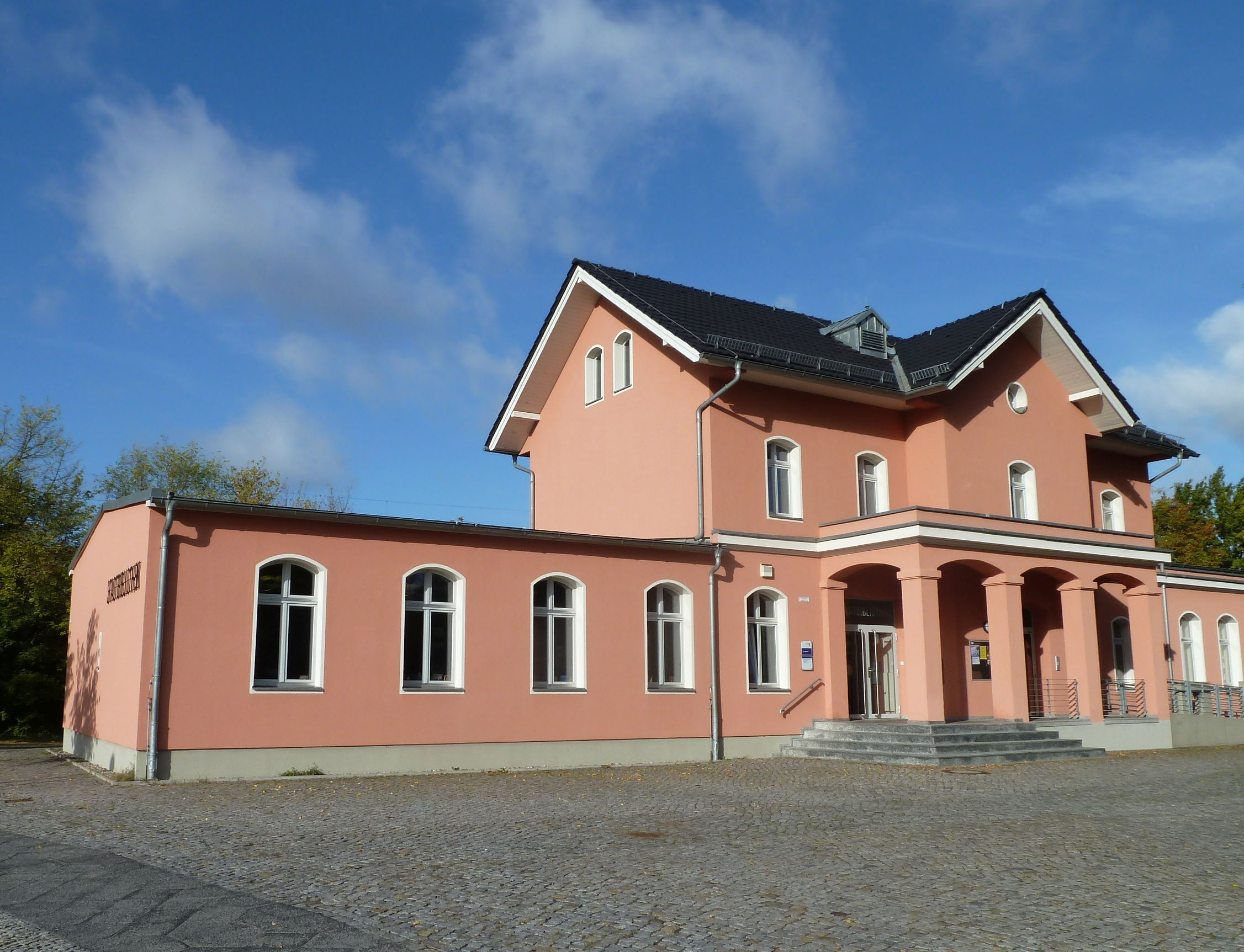
구 역사, 현재의 도서관

1920년대 개보수공사 이후 승강장이 2면으로 설치되어 있으며, 각각 승강장은 터널을 통해서 역 외부와 연결된다. 1998년 S반 재개통 이후 동쪽 승강장은 남북으로 나뉘어 있다. 원래부터 있었던 북쪽 구역에는 지역간 열차가 정차한다. 남쪽 구역은 S반 복구 당시에 신설되었으며 S반 열차가 정차한다. 승강장 길이 문제로 인하여 최대 6량 열차만 진입할 수 있다. 두 승강장 사이는 선로종단점으로 막혀 있어서 각각 구역은 사실상의 독립된 두단식 승강장처럼 운영된다. 서쪽 승강장에는 지역간 열차가 정차하며 역 남쪽으로는 선로가 끊겨 있다. 여객 승강장 서쪽으로는 알스톰(2021년까지는 봄바디어 트랜스포테이숀) 공장으로 연결되는 인입선이 3선 설치되어 있다. 역 북쪽에서는 펠텐 방면 크레멘선 본선과 베를린 외곽순환선 방면 양방향 순환선이 분기한다. 펠텐 방면 본선의 과거 복선 선로는 알스톰의 철도차량 시험선으로 사용 중이다.
남서쪽 역 광장 방면 출입구 근처에는 2016년 중반까지 베를린 S반 매표소가 있었으나 수요 부족으로 폐쇄되었다. 그 이후에는 승강장의 자동발매기나 키오스크에서 승차권을 구매할 수 있다.
북동쪽 출구 방면 과거 대합실 건물은 1998년/1999년에 개보수되어 도서관으로 사용 중이다. 대합실 건물과 선로 노반 사이로 도로가 개설되어 있기 때문에 해당 대합실 건물은 철도 부지와 분리되어 있다. 승강장 북부 보행자 터널은 역 개보수 이후 폐쇄되었다. 2013년에 재개통할 예정이 있었지만 실제 공사가 진행되지는 않았다.

### 승강장
아래 도표의 왼쪽이 서쪽, 오른쪽이 동쪽에 해당한다.
| 펠텐↑           |
| ７６ \| ５１ \| |
| ↓하일리겐제     |

| 1 · 5(남부) | S25           | 게준트브루넨 · 프리드리히슈트라세 · 텔토 슈타트 방면                       |
| 1 · 5(북부) | Regionallinie | 베를린 샤를로텐부르크 · 비텐베르게 · 포츠담 · 오라니엔부르크 · 크레멘 방면 |
| 6 · 7       | Regionallinie | 베를린 샤를로텐부르크 · 비텐베르게 · 포츠담 · 오라니엔부르크 · 크레멘 방면 |

## 인접 정차역
역 남쪽의 버스 승강장에서 베를린 슈판다우, 오라니엔부르크, 헤니히스도르프 시내 버스 노선을 이용할 수 있다.
| RE·RB                         | RE·RB | RE·RB                                        |
| ----------------------------- | ----- | -------------------------------------------- |
| 펠텐 비텐베르게 방면          | RE 6  | 팔켄제 베를린 샤를로텐부르크 방면            |
| 골름 포츠담 그리브니츠제 방면 | RB 20 | 호엔 노이엔도르프 베스트 오라니엔부르크 방면 |
| 펠텐 크레멘 방면              | RB 55 | 시·종착역                                    |
| 베를린 S반                    |       |                                              |
| 시·종착역                     | S25   | 하일리겐제 텔토 슈타트 방면                  |

## 참고 문헌
- Peter Bley (2004). 《Die Kremmener Bahn》 (독일어). Berlin: Verlag Bernd Neddermeyer. ISBN 3-933254-52-3.